# اصل هم‌ارزی

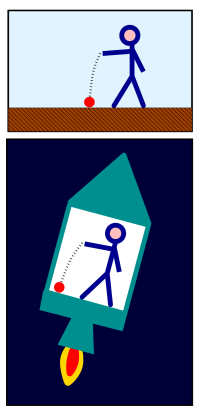
طرح‌واره‌ای از اصل هم‌ارزی؛ اگر کسی توپی را بر روی زمین یا در داخل یک موشک با شتاب خارج از میدان‌های گرانشی پرتاب کند، هیچ تفاوتی متوجه نخواهد شد. جرم سنگین روی زمین، درست مانند جرم آهسته در موشک شتاب‌گرفته بدون گرانش رفتار می‌کند.

اصل هم‌ارزی (به انگلیسی: equivalence principle)، با کاوش‌های موفقِ محققانی از جمله گالیلئو گالیله، لورند اوتوو، و آلبرت اینشتین، این ایده را بیان می‌کند که همه اجرام در یک مسیر یکسان سقوط می‌کنند. اصل هم‌ارزی یکی از مفاهیم بنیادی در نظریه نسبیت عام است. این اصل دربارهٔ مفاهیمی است که با هم‌ارزی جرم گرانشی و جرم لختی و همچنین دربارهٔ ادعای اینشتین مبنی بر اینکه قوانین فیزیک در یک دستگاه مرجع با شتاب یکنواخت، با یک میدان گرانشی یکنواخت، یکسان هستند، سر و کار دارند.
ساده‌ترین راه برای انجام آزمایشِ اصل هم‌ارزی ضعیف، آن است که دو جسم از توده یا ترکیبات مختلف را همزمان در خلاء رها کنید، می‌بینید که هر دو همزمان به زمین برخورد می‌کنند.
چنین آزمایشی نشان می‌دهد که تمام اجرام، زمانی که اصطکاک (از جمله مقاومت در برابر هوا) ناچیز است، در یک نسبت یکسان سقوط می‌کنند. در آزمایش‌های پیچیدهٔ بیشتر، از نوعی تعادلِ چرخش، اختراع شده توسط اوت ووس (به انگلیسی: Eötvös) استفاده می‌شود. از آزمایش‌های ماهواره‌ای نیز، برای آزمایش‌های دقیق ترِ این اصل در فضا استفاده می‌شود، اِستپ (به انگلیسی: STEP) یکی از این برنامه‌هاست.
فرمولاسیون اصل هم‌ارزی عبارت است از:
- اصل هم‌ارزی ضعیف: مسیرِ نقطهٔ توده در یک میدان گرانشی، تنها به مکان و سرعت اولیه آن بستگی دارد، و مستقل از ترکیب آن است.[۲]
- اصل هم‌ارزی انیشتین: نتیجه هر آزمایش غیر گرانشی محلی، در یک آزمایشگاه نشان می‌دهد که جرم، آزادانه و مستقل از سرعت آزمایشگاهی و محل آن، در فضازمان سقوط می‌کند.[۳]
- اصل هم‌ارزی قوی نیاز به هر دو مورد بالا دارد.

## انقلاب علمی
مقاله اصلی: گرانش
کارِ مدرن بر روی نظریه گرانشی، با کارِ گالیلئو گالیله در اواخر قرن ۱۶ و اوایل ۱۷ آغاز شد. به گفته وِی (هر چند احتمالاً جعلی) با آزمایشِ رها کردن توپ از برج پیزا، و بعد از آن با اندازه‌گیری دقیق تمایلِ رو به پایینِ توپ، گالیله نشان داد که گرانشِ شتابِ تمام اشیاء در یک نسبت یکسان است. این یک حرکت رو به جلوی بزرگی پس از ارسطو بود، زیرا که وی اعتقاد داشت، اجرام سنگین‌تر، شتاب سریع‌تری دارند. گالیله فرض را بر این گذاشت که مقاومت هوا دلیل آن است که اجرامِ سبک‌تر ممکن است، آهسته‌تر در فضا سقوط کنند. کار گالیله، صحنه را برای تدوین نظریه گرانشی نیوتن آماده می‌کند.